# Heroes of Might and Magic IV: The Gathering Storm
Heroes of Might and Magic IV: The Gathering Storm (в русской локализации «Герои меча и магии IV: Грядущая буря») — первое дополнение к пошагово-стратегической компьютерной игре Heroes of Might and Magic IV, выпущенной в 2002 году. Дополнение было разработано компанией New World Computing и издано компанией The 3DO Company 26 сентября 2002 года. На территории России и СНГ The Gathering Storm распространяется компанией «Бука», выпустившей русскую версию дополнения 28 ноября 2002 года. The Gathering Storm устанавливается поверх Heroes of Might and Magic IV и вводит в игру новые кампании и карты, ряд новых артефактов, несколько новых существ и объектов на карте, а также добавляет в Heroes IV режим многопользовательской игры.
Дополнение получило холодные отзывы критиков за незначительное число нововведений и более положительные отзывы в сторону новых кампаний и многопользовательского режима. В 2003 году было выпущено второе дополнение для Heroes IV под названием Winds of War, которое стало последней игрой этой серии, разработанной New World Computing после банкротства компании 3DO.

## Нововведения
Дополнение The Gathering Storm вносит в игру Heroes of Might and Magic IV нижеследующие элементы.
- 6 новых кампаний из 22 карт с единой сюжетной линией, а также 21 новый одиночный сценарий.
- 4 новых существа из разных фракций: рыцарь-гоблин, колдунья, гаргантюа и чемпион тьмы. По сюжету игры, они являются результатами экспериментов главного злодея, колдуна Хексиса[3]. В The Gathering Storm нет мест обитания, откуда можно было бы нанимать этих существ, но они появились во втором дополнении Winds of War.
- 16 новых артефактов, которые могут быть сгруппированы в пять наборов — «Для тёмного жреца», «Для сильного варвара», «Для проницательного барда», «Для занятого волшебника», «Для архимага, у которого всё есть»[4]. Артефакты, находящиеся в наборе, способны давать дополнительное комбинированное действие. Например, если герой носит все артефакты из набора «Для архимага, у которого всё есть», он получает способность игнорировать любое вражеское сопротивление магии. Новые артефакты играют ключевую роль в сюжете кампаний The Gathering Storm. В одиночных сценариях они не могут быть получены случайным образом; их можно заранее разместить при создании карты.
- К объектам на карте приключений добавляется пять Консерваторий магии, в которых можно приобретать свитки с заклинаниями определённой магической школы. Два других новых объекта, Колизей Силы и Колизей Магии, дают возможность герою в одиночку сразиться с чёрными или волшебными драконами, и в случае победы однократно повысить уровень опыта. Также в дополнении присутствует объект с гарнизоном под названием Тёмный за́мок (англ. Dark Castle), использующийся в кампаниях как цитадель главного злодея[5].
- 5 новых героев разных фракций, которые участвуют в сюжете кампаний The Gathering Storm, но могут быть так же доступны и на обычных картах. Один из героев, варвар Догвоггл, уже присутствовал в оригинальной игре с другим портретом.
- Дополнение включает в Heroes of Might and Magic IV режим многопользовательской игры, которого (за исключением режима hotseat) не было в оригинальной версии игры. До выхода дополнения многопользовательский режим был введён с одним из патчей к Heroes IV[6].
- Новая музыкальная композиция звучит в главном меню Heroes of Might and Magic IV: The Gathering Storm[7].

## Сюжет
Сюжет дополнения The Gathering Storm разворачивается в том же мире Аксеот, где происходит действие Heroes of Might and Magic IV, но описываемые в нём события не связаны с сюжетом оригинальной игры: в то время, как история Heroes IV рассказывает о переселенцах из мира Энрот, дополнение фокусируется на коренных жителях Аксеота. По сюжету The Gathering Storm, пятеро героев — архимаг Боб, волшебник Козус, бард Аграйнел, варвар Догвоггл и тёмная жрица Алита Эвентайд — вступают в тайный союз с целью остановить злого колдуна по имени Хексис, который, управляя силами Природы и Смерти, вызывает катаклизмы и стихийные бедствия, способные погубить весь континент Лодвар. Чтобы обрести силу для победы над Хексисом, герои покидают свой дом, королевство Девоншир, и отправляются на поиски могущественных артефактов.
История приключений героев раскрыта в шести кампаниях.
- «Повелители магии» (англ. Masters of Magic). Архимаг Боб пускается в путешествие за пятью артефактами, которые некогда принадлежали великому волшебнику Невару, а ныне присвоены себе пятью колдунами, владеющими разными школами магии. Для борьбы с тремя из них Боб заручается помощью своей давней подруги Виолеты, предводительницы объединённых кланов варваров. В свою очередь, он помогает Виолете подавить восстание среди вождей её кланов, самый жестокий из которых объединяется с третьим колдуном. После этого Боб прощается с Виолетой и отправляется за четвёртым артефактом один. Пятый и последний из нужных артефактов Боб отнимает у тёмного волшебника, который всё это время следил за похождениями архимага и поджидал его, чтобы забрать четыре других артефакта себе.
- «Влечение противоположностей» (англ. Opposites Attract). Герой кампании — молодой волшебник-самоучка Козус, обладающий талантом использовать противоположные друг другу магии Порядка и Хаоса, не уничтожая при этом самого себя. Козус решает развить эти способности, добыв необходимые артефакты: он находит Пламень Хаоса на островах с воинствующими аборигенами и Ледяные Весы в древней библиотеке королевства мудрецов Мерлион. Для безопасного использования двух этих предметов Козус отнимает у правителя Мерлиона ещё один артефакт — Ожерелье Равновесия.
- «Ещё одно сказание барда» (англ. Another Bard's Tale). Кампания героини Аграйнел, решившей стать бардом в память о родителях, которых она потеряла в детстве. Для сражения с Хексисом Аграйнел отправляется на поиски предметов, принадлежавших легендарному барду Айффе. На протяжении всей кампании Аграйнел встречает сопротивление из воинов смерти и некромантов, которые были посланы Хексисом, узнавшим о её миссии. Аграйнел помогает избавить Рассветный остров от нашествия нежити и в поисках одного из необходимых артефактов находит другой — Кольчугу Гармонии. По полученной информации, она отправляется в горы, где завоёвывает два оставшихся артефакта, Ожерелье Муз и Мандолину Айффе.
- «Право сильного» (англ. Might Makes Right). Кампания про Догвоггла, самоуверенного и вечно попадающего в неприятности варвара. Путь Догвоггла пролегает через три королевства, которыми правят трое безумных братьев-варваров Блэксордов, владеющих нужными герою артефактами — Доспехами Тигра, Шлемом Тигра и Морозным Молотом.
- «Дело жизни и смерти» (англ. A Matter of Life and Death). Главной героиней кампании является Алита Эвентайд — жрица, изгнанная из монастыря и семьи за проявление интереса к магии Смерти. Алита начинает свою миссию поиском артефакта Кольцо Света во владениях религиозного культа Длань Света. В плену у Длани Света находится друг Алиты, Алленвейл, который некогда хотел вступить в культ, но вскоре распознал о его порочности. Добыв Кольцо Света, Алита вместе со своим другом продолжает путь. Вскоре Алленвейл попадает в плен ещё одного культа, Голова Смерти, в борьбе с которым Алита Эвентайд находит другой нужный артефакт — Накидку Тьмы.
- «Грядущая буря» (англ. The Gathering Storm). Вернувшись с добытыми артефактами в королевство Девоншир, герои понимают, что их поход уже не является тайной, а границы родной земли страдают от наводнений, землетрясений, извержений вулканов и природных аномалий. По пути им встречаются невиданные ранее опасные существа — результаты безумных экспериментов Хексиса. Совместными усилиями пятеро героев добираются до цитадели Хексиса и побеждают колдуна, после чего сотворённый им в природе хаос исчезает.

## Разработка и выпуск
В январе 2002 года, примерно за два месяца до выхода Heroes of Might and Magic IV, разработчики New World Computing сообщили, что у них уже запланировано дополнение к будущей игре. В марте один из разработчиков Дэвид Мюллих передал, что компания 3DO дала добро на выпуск дополнения. В июле стало известно, что работа над дополнением уже ведётся — одновременно с разработкой патча 1.3, добавляющего в Heroes IV режим многопользовательской игры. Главным дизайнером дополнения оставался Джон Ван Канегем, возглавляющий все проекты New World Computing. О сроках выпуска патча и дополнения разработчики в тот момент не могли ничего сказать: «Да, наши люди уже работают над аддоном, но за их счёт не ускоришь выпуск мультиплеерного патча, поскольку, к примеру, художник и дизайнер мало чем помогут в создании мультиплеера». Через несколько дней стало известно большинство деталей дополнения, получившего подзаголовок The Gathering Storm. По ранней информации, в игру было обещано добавить 18 новых артефактов вместо 16 из финальной версии, а также включить новые возможности в редактор карт. Пятерым новым героям, участвующим в сюжете кампаний, разработчики решили добавить больше индивидуальности и дали уникальные модели в бою и на карте приключений (все прежние герои в игре имели шаблонные модели, в зависимости от своего класса). Разработчики не стали вводить в дополнении новую игровую фракцию или новую магическую школу, поскольку серьёзные изменения уже планировались ими для Heroes of Might and Magic V. В первой половине сентября 2002 года New World Computing объявила, что дополнение Heroes IV: The Gathering Storm ушло на золото.
К июлю 2002 года, когда от разработчиков не было никакой информации о возможном дополнении Heroes of Might and Magic IV, онлайн-магазины Electronics Boutique и GameStop уже предоставили возможность предварительной покупки дополнения. Более того, они даже огласили дату выхода дополнения, намеченного на 24 сентября, — и это при том, что впоследствии New World Computing дал лишь расплывчатую дату релиза, в третьем квартале (июль—сентябрь) 2002 года. В итоге, релиз The Gathering Storm состоялся 26 сентября, чуть позднее выпуска патча 1.3. Официальный локализатор игры в России — компания «Бука» — выпустила английскую версию дополнения 6 ноября, а 28 ноября презентовала версию на русском языке, названную «Герои меча и магии IV: Грядущая буря».

## Отзывы и критика
| Сводный рейтинг       | Сводный рейтинг |
| Агрегатор             | Оценка          |
| --------------------- | --------------- |
| Metacritic            | 64/100 см       |
| Иноязычные издания    |                 |
| Издание               | Оценка          |
| GameSpot              | 7/10 читать     |
| GameSpy               | 4/5 читать      |
| IGN                   | 7,7/10 читать   |
| Русскоязычные издания |                 |
| Издание               | Оценка          |
| Absolute Games        | 40 % читать     |
| «Игромания»           | 7/10 читать     |

В то время, как российский журнал «Игромания» назвал The Gathering Storm достойным дополнением на фоне обычных дополнений от 3DO, сайт GameSpot в своей рецензии написал, что с первого взгляда трудно назвать разницу между The Gathering Storm и оригинальной Heroes IV, потому что в дополнении нет по-настоящему значимых элементов вроде новой игровой расы. Ниже всех The Gathering Storm оценил российский сайт Absolute Games. Называя оригинальную Heroes IV притягательной и интересной игрой с высокой оценкой, Absolute Games дал дополнению только 40 % и полностью раскритикововал компанию-издателя 3DO. Автор рецензии сайта, Андрей Шевченко, даже включил в неё небольшой рассказ, где главные герои The Gathering Storm побеждают антагониста Хексиса и заставляют двух его приспешников, монстров гаргантюа, насиловать своего хозяина; при этом один из героев предварительно пишет на спинах гаргантюа надписи «За глючный и тормозной мультиплеер» и «За отсутствие фантазии», а на лбу Хексиса — имя компании «3DO».
В основном, игровые обзоры посчитали нововведения дополнения The Gathering Storm скудными и посредственными. «На коробке с игрой говорится, что в дополнении есть новые существа, новые герои, новые предметы и новый редактор карт, что вводит в некоторое заблуждение», пишет GameSpot. Критики были разочарованы, что у четырёх новых существ нет собственных жилищ в игре, а появляются новые существа по большему счёту лишь в кампаниях — равно как и новые герои. «Имея лишь четырёх новых монстров, вы быстро обнаружите, что игра совершенно скупа на них, и в большинстве своём будете сражаться с теми же тварями, с которыми сражались в оригинальной игре» (GameSpy). Сайт GameSpy отметил, что многие из новых артефактов сами по себе могущественны, но сопоставимы с лучшими артефактами из оригинальной игры. Новые объекты на карте, по мнению GameSpy, вызовут у игроков разочарование. Журнал «Игромания», однако, считает интересными и полезными для строителей карт Консерватории магии, которые мягко и ненавязчиво дают возможность героям приобретать заклинания.
Сайту IGN приглянулся игровой процесс новых кампаний в The Gathering Storm. По мнению IGN, эти кампании не менее интересны, чем в Heroes IV; при этом рецензенту IGN и сайту GameSpy понравилось, что все они тесно связаны между собой и являются частью одной истории — по сравнению с независимыми друг от друга кампаниями оригинальной игры. GameSpy не отрицает, что в новых кампаниях нет такого глубокого сюжета, как в оригинальной Heroes IV, но The Gathering Storm, по крайней мере, не требует от игрока длительного чтения игровых текстов. Сайт GameSpot видит кампании дополнения как хорошую смесь из традиционных задач геймплея серии Heroes of Might and Magic. У журнала «Игромания» и сайта IGN интерес к игровому процессу The Gathering Storm вызвали главные герои кампаний с заранее фиксированными навыками и классами. Насчёт самих кампаний «Игромания» заметила, что в The Gathering Storm из-за необходимости обходить карты полностью они выглядят искусственно затянутыми. По мнению сайта Absolute Games, сюжет кампаний не оригинален, а игровой процесс в них зациклен на простой прокачке героев ради последней кампании. За исключением финальной миссии, кампании теряют сложность прохождения из-за чересчур сильных героев, считает Absolute Games. «В итоге, вместо сложной игры, какой полагается быть аддону, мы получили эдакий походовый Diablo, где армии практически не нужны».
Говоря о многопользовательском режиме, сайт IGN предполагал, что его наличие в The Gathering Storm привлечёт большое число людей для сетевой игры. GameSpy отметил, что несмотря на уровень ожидания многопользовательского режима, в сетевой игре даётся мало свободы действий между ходами, и игрокам в эти моменты попросту нечем себя занять. Absolute Games пишет, что многопользовательский режим обладает повышенной интересностью, но при этом он практически неиграбелен. Сайт недоволен, что сетевая игра в The Gathering Storm работает крайне медленно в плане обмена данными между компьютерами, поскольку каждому игроку пересылаются не изменения на карте, а полные файлы сохранений. «Походовая стратегия, требующая выделенную линию — это нечто совершенно неразумное».
Несмотря на оценку 4/5 в своём обзоре, GameSpy назвал The Gathering Storm разочаровывающим дополнением для Heroes IV. По мнению сайта, если дополнение нельзя получить по сниженной цене, то лучше пройти мимо него, так как несколько новых игровых объектов не стоят денег, а самое большое нововведение — многопользовательский режим — ранее уже было бесплатно выпущено с патчем. В то же время сайт IGN, несмотря на скудность нововведений дополнения, характеризует его как нечто чуть большее, чем «мясистое» дополнение к любимой игре, и считает многопользовательский режим и новые кампании достаточным поводом для покупки The Gathering Storm. Журнал «Игромания» написал, что Heroes IV: The Gathering Storm не перевернёт жизнь игроку, но и не постесняется забрать несколько часов на прохождение кампаний. Сайт GameSpot в своём обзоре подвёл такой итог: «Если вы проявили лишь случайный интерес к серии Heroes и не были особо очарованы, начав с Heroes IV, можете дважды подумать о покупке дополнения, потому что по сути там просто больше того же самого — причём, если говорить честно, ненамного больше. С другой стороны, если вы серьёзный поклонник Heroes IV, то вы, вероятно, уже купили и установили The Gathering Storm из-за новых предметов, объектов и обновлённого редактора карт».